# Tour de France 1988

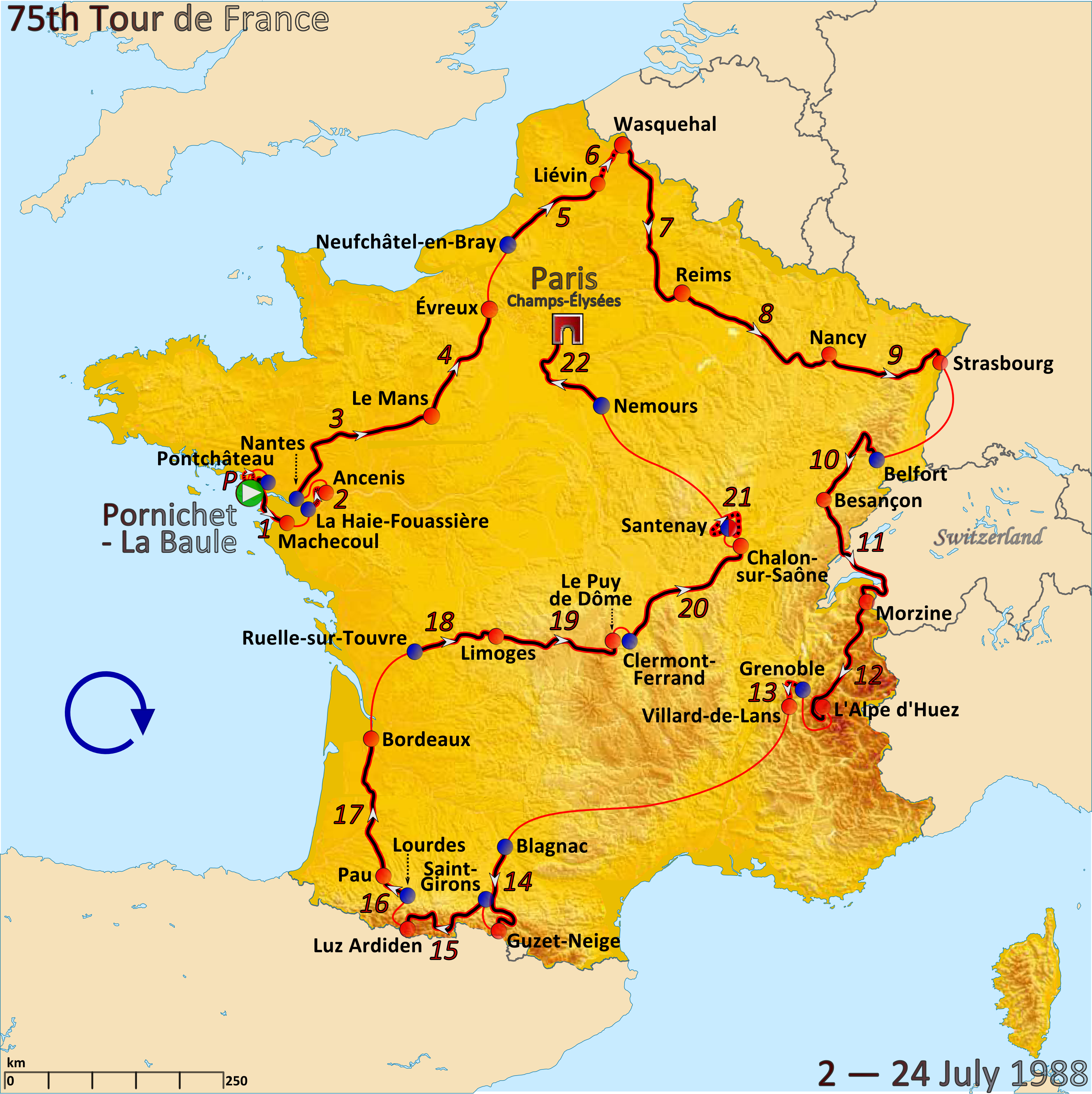
Tour de France 1988, karta över etapperna.

Tour de France 1988, den 75:e upplagan av Tour de France, cyklades 4-24 juli 1988 och vanns av Pedro Delgado, Spanien.

## Etapperna[1]
| Etapp    | Datum   | Start–mål                           | Längd (km) | Etappsegrare         | Sammanlagt      |
| -------- | ------- | ----------------------------------- | ---------- | -------------------- | --------------- |
| Etapp 1  | 4 juli  | Pontchâteau - Machecoul             | 92         | Steve Bauer          | Steve Bauer     |
| Etapp 2  | 4 juli  | La Haye Fouassière - Ancenis        | 48 (TTT)   | Panasonic            | Teun van Vliet  |
| Etapp 3  | 5 juli  | Nantes - Le Mans                    | 213        | Jean-Paul van Poppel | Teun van Vliet  |
| Etapp 4  | 6 juli  | Le Mans - Evreux                    | 158        | Acacio da Silva      | Teun van Vliet  |
| Etapp 5  | 7 juli  | Neufchâtel-en-Bray - Liévin         | 148        | Jelle Nijdam         | Henk Lubberding |
| Etapp 6  | 8 juli  | Liévin - Wasquehal                  | 52 (ITT)   | Sean Yates           | Jelle Nijdam    |
| Etapp 7  | 9 juli  | Wasquehal - Reims                   | 225        | Valerio Tebaldi      | Jelle Nijdam    |
| Etapp 8  | 10 juli | Reims - Nancy                       | 219        | Rolf Gölz            | Steve Bauer     |
| Etapp 9  | 11 juli | Nancy - Strasbourg                  | 161        | Jérôme Simon         | Steve Bauer     |
| Etapp 10 | 12 juli | Belfort - Besançon                  | 149        | Jean-Paul van Poppel | Steve Bauer     |
| Etapp 11 | 13 juli | Besançon - Morzine                  | 232        | Fabio Parra          | Steve Bauer     |
| Etapp 12 | 14 juli | Morzine - L'Alpe d'Huez             | 227        | Steven Rooks         | Pedro Delgado   |
| Etapp 13 | 15 juli | Grenoble - Villard-de-Lans          | 38 (ITT)   | Pedro Delgado        | Pedro Delgado   |
| Etapp 14 | 17 juli | Blagnac - Guzet-Neige               | 163        | Massimo Ghirotto     | Pedro Delgado   |
| Etapp 15 | 18 juli | Saint-Girons - Luz-Ardiden          | 187        | Laudelino Cubino     | Pedro Delgado   |
| Etapp 16 | 19 juli | Tarbes - Pau                        | 38         | Adri van der Poel    | Pedro Delgado   |
| Etapp 17 | 19 juli | Pau - Bordeaux                      | 210        | Jean-Paul van Poppel | Pedro Delgado   |
| Etapp 18 | 20 juli | Ruelle - Limoges                    | 94         | Gianni Bugno         | Pedro Delgado   |
| Etapp 19 | 21 juli | Limoges - Puy de Dôme               | 188        | Johnny Weltz         | Pedro Delgado   |
| Etapp 20 | 22 juli | Clermont-Ferrand - Chalon-sur-Saône | 223        | Thierry Marie        | Pedro Delgado   |
| Etapp 21 | 23 juli | Santenay - Santenay                 | 48 (ITT)   | Juan Martinez Oliver | Pedro Delgado   |
| Etapp 22 | 24 juli | Nemours - Paris                     | 173        | Jean-Paul van Poppel | Pedro Delgado   |

## Slutställning[2]
| Plats | Person        | Land          | Lag                | Tid      |
| 1     | Pedro Delgado | Spanien       | Reynolds           | 84.27.53 |
| 2     | Steven Rooks  | Nederländerna | P.D.M              | 7.13     |
| 3     | Fabio Parra   | Colombia      | Kelme              | 9.58     |
| 4     | Steve Bauer   | Kanada        | Weinmann-La Suisse | 12.15    |
| 5     | Eric Boyer    | Frankrike     | Systeme U          | 14.04    |
| 6     | Luis Herrera  | Colombia      | Café de Colombia   | 14.36    |
| 7     | Ronan Pensec  | Frankrike     | Peugeot            | 16.52    |
| 8     | Alvaro Pino   | Spanien       | BH                 | 18.36    |
| 9     | Peter Winnen  | Nederländerna | Panasonic-Isostar  | 19.12    |
| 10    | Denis Roux    | Frankrike     | Z-Peugeot          | 20.08    |